# Triskaidekaphobie (album)
Triskaidekaphobie is een album van de Belgische progressieve rockgroep Present. Het was het debuutalbum van de band, en verscheen in 1981 op vinyl op het Franse Atem Records. De opnames gebeurden in Overijse; de cover werd door Trigaux zelf ontworpen. Het woord triskaidekafobie betekent "angst voor het nummer 13".
Roger Trigaux, die voordien bij Univers Zero speelde, had net de groep opgericht om meer afstand te kunnen nemen van de kamermuziek en de akoestische klanken van Univers Zero uit die tijd, en meer elektrische gitaren en instrumenten te gebruiken. Andere bandleden van Present waren ook actief bij Univers Zero.
Het album werd door het Amerikaanse Cuneiform Records heruitgebracht in 1989, gebundeld op één cd met het tweede album van de band, Le Poison Qui Rend Fou uit 1985.

## Tracks
1. "Promenade au Fond d'un Canal" - 19:16
2. "Quatre-vingt Douze" - 15:34
3. "Repulsion" - 3:21

## Bezetting
- Roger Trigaux - gitaar, piano
- Alain Rochette - piano, synthesizer
- Daniel Denis - percussie
- Christian Genet - bas
- Marie-Anne Polaris - zang